# Verwaltungsgemeinschaft Osterwieck-Fallstein

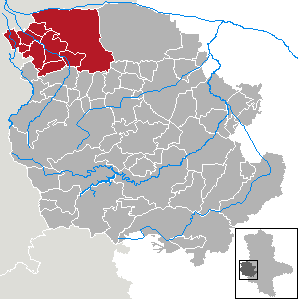
Lage der Verwaltungsgemeinschaft im Landkreis Harz

Die Verwaltungsgemeinschaft Osterwieck-Fallstein war eine Verwaltungsgemeinschaft im Landkreis Harz in Sachsen-Anhalt. Sie hatte acht Mitgliedsgemeinden mit insgesamt 12.591 Einwohnern (Stand: 31. Dezember 2006) auf einer Gesamtfläche von 212,69 km². Ihr Sitz war die Stadt Osterwieck.
Die Verwaltungsgemeinschaft erstreckte sich vom Großen Bruch an der Landesgrenze zu Niedersachsen über den Höhenzug des Fallstein bis zum Harzvorland um die Täler der Aue und Ilse.
Ihr Vorläufer war die Verwaltungsgemeinschaft Osterwieck, die am 1. Januar 2005 um die Gemeinde Aue-Fallstein erweitert und deshalb umbenannt wurde. Am 1. Januar 2010 fusionierten alle Mitgliedsgemeinden zur neuen Stadt Osterwieck.

## Die Gemeinden mit ihren Ortsteilen
- Aue-Fallstein mit Dardesheim, Deersheim, Hessen, Osterode am Fallstein, Rohrsheim, Veltheim und Zilly
- Berßel
- Bühne mit Hoppenstedt und Rimbeck
- Lüttgenrode mit Stötterlingen
- Stadt Osterwieck
- Rhoden
- Schauen
- Wülperode mit Göddeckenrode und Suderode